# La Châtelaine
La Châtelaine é uma comuna francesa na região administrativa de Borgonha-Franco-Condado, no departamento de Jura. Estende-se por uma área de 13,17 km². Em 2010 a comuna tinha 146 habitantes (densidade: 11,1 hab./km²).